# Caesiumsulfat
Caesiumsulfat ist eine anorganische chemische Verbindung des Caesiums aus der Gruppe der Sulfate.

## Gewinnung und Darstellung
Caesiumsulfat kann durch Reaktion von Caesiumcarbonat oder Caesiumchlorid mit Schwefelsäure oder Caesiumhydrogensulfat gewonnen werden.
Es entsteht auch beim Aufschluss von Pollucit mit Schwefelsäure.

## Eigenschaften
Caesiumsulfat ist ein weißer Feststoff, der löslich in Wasser ist. Er besitzt eine orthorhombische Kristallstruktur mit der Raumgruppe Pmcn (Raumgruppen-Nr. 62, Stellung 5). Bei 667 °C geht die Verbindung in eine Hochtemperaturform über, die eine trigonale Kristallstruktur mit der Raumgruppe P3m1 (Nr. 156) besitzt.

## Verwendung
Caesiumsulfat wird zur Herstellung für Dichte-Gradienten bei der Ultrazentrifugentrennung verwendet.